# Rue de Villafranca
La rue de Villafranca est une voie du 15e arrondissement de Paris, en France. Elle tient son nom de l'armistice de Villafranca.

## Situation et accès
La rue de Villafranca est une voie publique située dans le 15e arrondissement de Paris. Elle débute au 54, rue des Morillons et se termine au 5, rue Fizeau. Cette voie présente la particularité d'avoir encore conservé des maisons individuelles et des jardins privatifs.

Exemples de bâtis
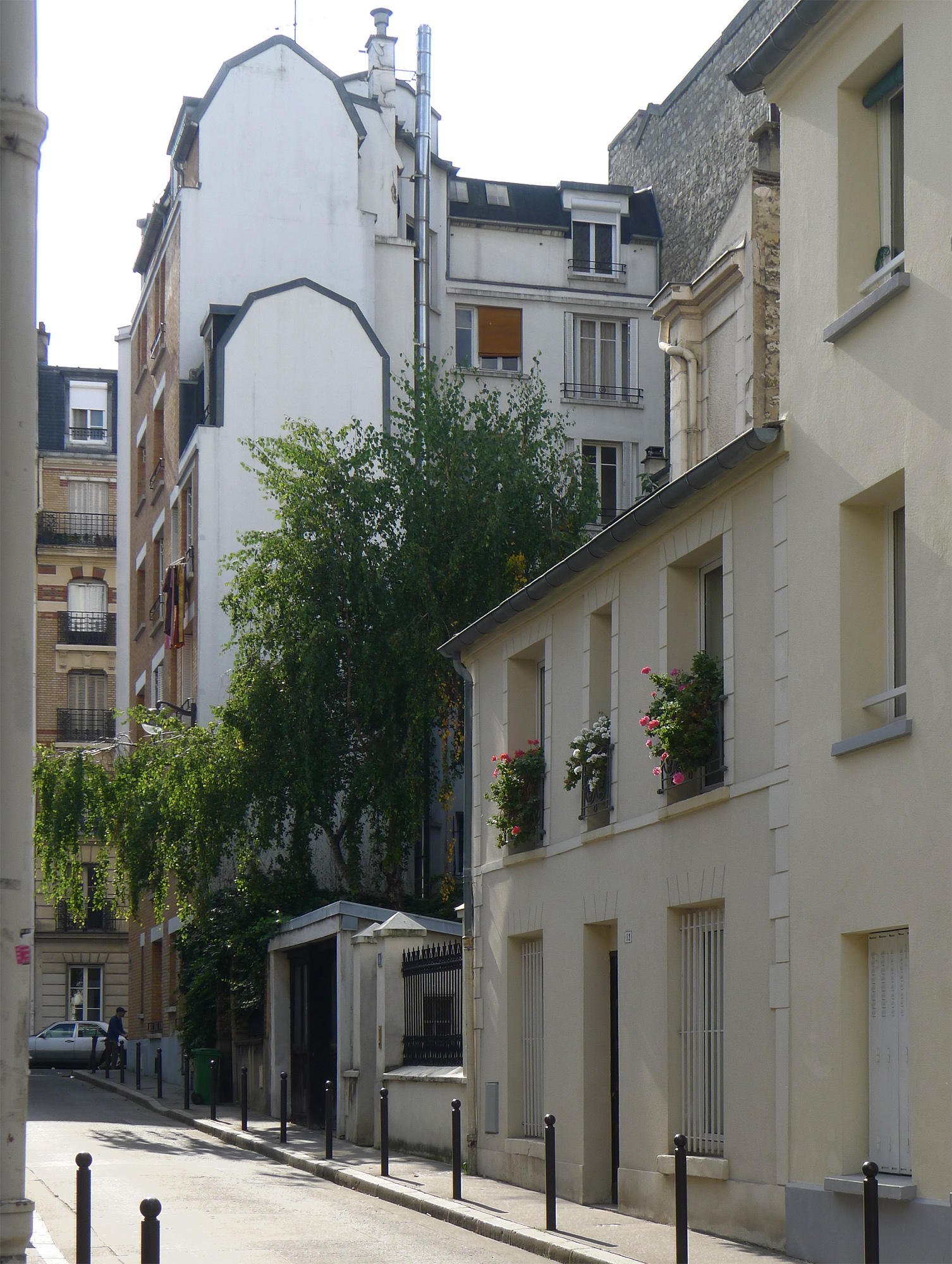
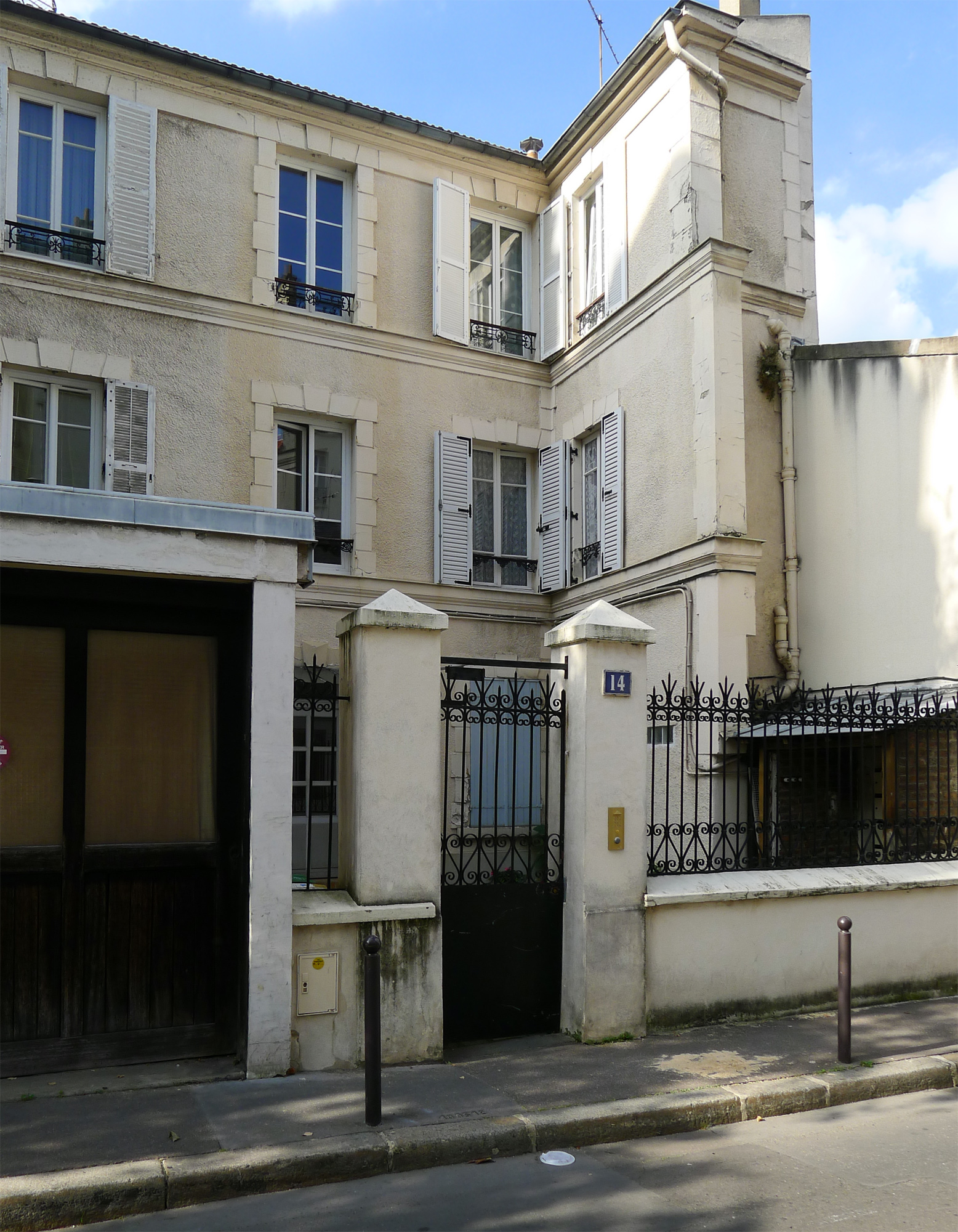

## Origine du nom
Elle porte le nom de la ville de Villafranca, en veneto où fut signée la paix entre la France et l'Autriche, le 11 juillet 1859.

## Historique
Cette rue fut formée vers 1850 dans un lotissement appelé le village de l'Avenir, financé par Alexandre Chauvelot.